# Sant Pere de Vilamajor
Sant Pere de Vilamajor (em catalão e oficialmente) ou San Pedro de Vilamajor (em castelhano) é um município da Espanha na comarca de Vallès Oriental, província de Barcelona, comunidade autónoma da Catalunha. Tem 34,3 km² de área e em 2021 tinha 4 671 habitantes (densidade: 136,2 hab./km²).

## Demografia
| Variação demográfica do município entre 1991 e 2004[carece de fontes?] | Variação demográfica do município entre 1991 e 2004[carece de fontes?] | Variação demográfica do município entre 1991 e 2004[carece de fontes?] | Variação demográfica do município entre 1991 e 2004[carece de fontes?] | Variação demográfica do município entre 1991 e 2004[carece de fontes?] |
| ---------------------------------------------------------------------- | ---------------------------------------------------------------------- | ---------------------------------------------------------------------- | ---------------------------------------------------------------------- | ---------------------------------------------------------------------- |
| 1991                                                                   | 1996                                                                   | 2001                                                                   | 2004                                                                   | 2008                                                                   |
| 1141                                                                   | 1882                                                                   | 2809                                                                   | 3270                                                                   | 3891                                                                   |